# Туркманкули (Каракалпакстан)
Туркманкули (узб. Turkmanko'li / Туркманкули) — посёлок городского типа в Турткульском районе Каракалпакстана, Республики Узбекистан.

Статус посёлка городского типа с 2009 года.